# Erasto Ensástiga Santiago
Erasto Ensástiga Santiago es un político mexicano de izquierda, perteneciente al Partido de la Revolución Democrática e identificado con la corriente Izquierda Unida, al interior de ese partido.

## Inicios
Ensástiga inicia su carrera política en 1994 cuando funge como integrante de la Coordinación de giras de la campaña de Cuauhtémoc Cárdenas Solórzano a la Presidencia de la República en 1994.
En 2000, es nombrado Director de Gobierno de la Delegación Iztacalco, demarcación en la que vive.
A la llegada de Margarita Elena Tapia Fonllem a la Jefatura Delegacional, Ensástiga asume el cargo de director general Jurídico y de Gobierno de Iztacalco, donde permanece hasta  el 2005, cuando decide buscar el cargo de Jefe Delegacional de Iztacalco.
Es líder nacional de la organización política UCP (Unión de Colonias Populares) la cual tiene presencia política en varias delegaciones del Distrito federal como:
- Gustavo A. Madero
- Iztacalco
- Azcapotzalco
- Milpa Alta
- Tláhuac

La UCP está dentro de la Coalición dentro del PRD la Cual conforma Armando Quintero, siendo la UCP, la mayor fuerza dentro de esa coalición llamada UNyR (Unidad y Renovación)

## Jefe Delegacional
En 2006, es  candidato de la Coalición Por el Bien de Todos es electo como Jefe Delegacional, cargo que asume el 15 de octubre de ese mismo año y en el que permanece hasta el 2009.

## Vida política
El 17 de febrero de 2009 pide licencia a su cargo para presentarse como candidato del Partido de la Revolución Democrática a Diputado de la Asamblea Legislativa del Distrito Federal por el Distrito XV.

## Diputado local
En las elecciones de 2009 alcanzó la mayoría y fue electo diputado de la Asamblea Legislativa del Distrito Federal.[cita requerida]